# John Fastolf
 (juillet 2015).
John Fastolf est un militaire anglais issu d'une famille noble du comté de Norfolk, né le 6 novembre 1380 et mort le 5 novembre 1459.
On considère qu'il inspira à Shakespeare son célèbre Falstaff, personnage important des pièces Henri IV et Les Joyeuses Commères de Windsor. Il est aussi nommé Jean Fascolf ou Falstolf, ou Ffastolf, ou encore Fastol.

## Carrière militaire

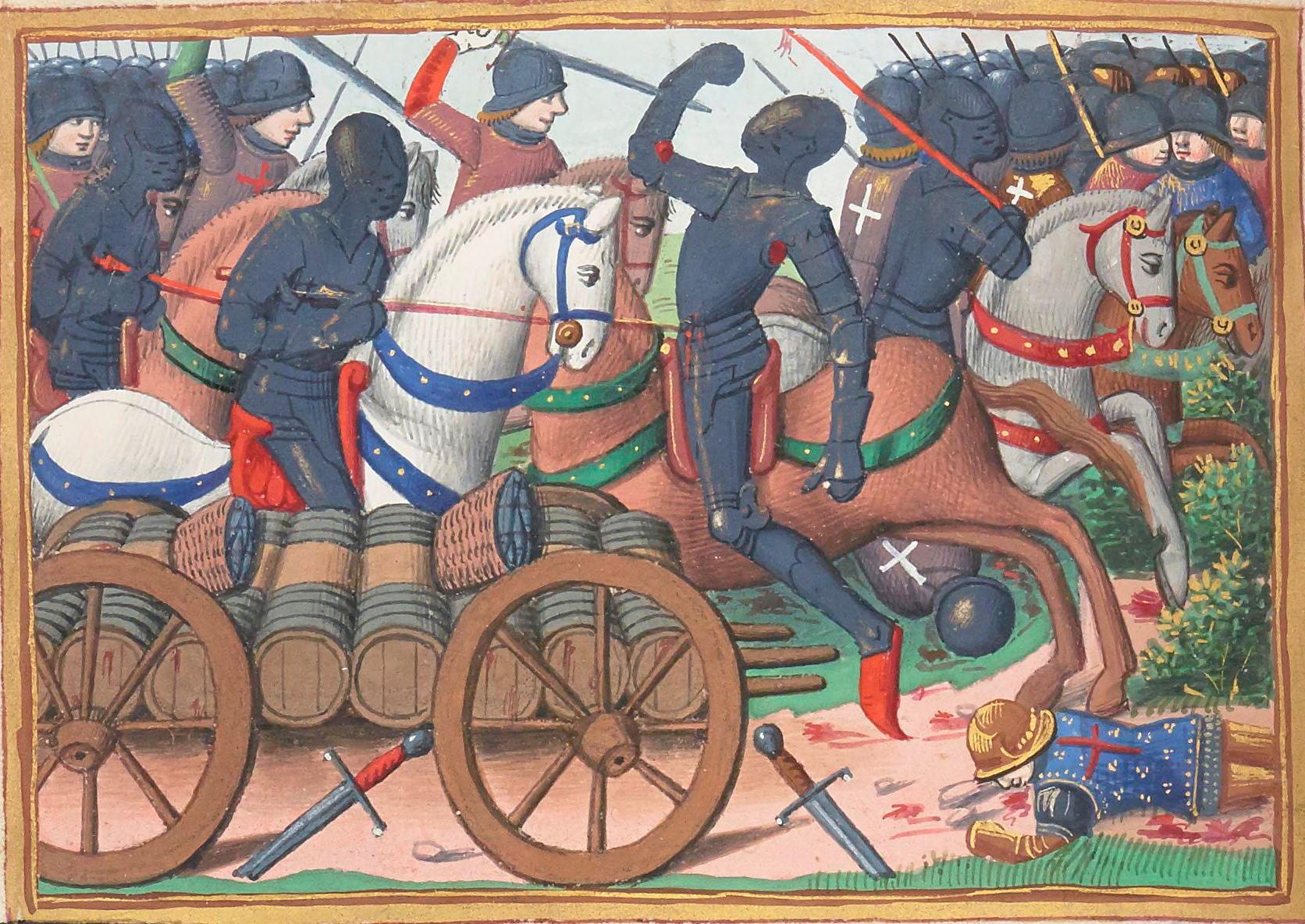
La journée des Harengs, enluminure de Martial d'Auvergne, Vigiles de, vers 1484.

Il effectue une brillante carrière militaire dans l'armée anglaise. Il combat en Irlande de 1405 à 1406 sous les ordres de Thomas de Lancastre, duc de Clarence, lieutenant-général en Irlande.
Vers 1410, il l'accompagne en France. En 1413, on le retrouve lors de la campagne de Gascogne en qualité de capitaine de Veires. En 1415, il exerce le commandement de dix hommes d'armes et de trente archers, et devient gouverneur de Harfleur.
En 1417, il est nommé gouverneur de Condé-sur-Noireau. En 1418, il prend le château du Bec-Crespin (Seine-Maritime). En 1420, Henri V d'Angleterre le nomme gouverneur de la bastide de Saint-Antoine à Paris.
Après la mort d'Henri V en 1422, il devient grand-maître de la maison du régent Bedford sous Henri VI d'Angleterre. Il est nommé lieutenant du roi pour la Normandie. En 1423 il se distingue au siège de Meulan. Le 17 août 1424, il est à la bataille de Verneuil, où il gagne 13 400 livres grâce aux prises et rançons qu'il effectue.
Pendant la campagne de la Loire de 1428-1429, il ne peut sauver un convoi de ravitaillement capturé par les Français lors de la journée des Harengs le 12 février 1429. Des historiens anglais ont écrit qu'il s'était enfui honteusement à la bataille de Patay, perdue par les Anglais le 18 juin 1429, et que le duc de Bedford l'avait même dégradé des insignes de l'Ordre de la Jarretière. Vallet de Viriville pense qu'il ne fut trahi que par la fortune. Il participe ensuite au siège de Pouancé en 1432 aux côtés de Jean V de Bretagne. Il figure dans la lettre de Jeanne d'Arc aux habitants de Tournai. 
Il est envoyé au concile de Bâle et prend part aux négociations du traité d'Arras en 1435 : il ne peut empêcher Philippe le Bon, duc de Bourgogne, de faire la paix avec Charles VII de France et d'abandonner la cause anglaise.
En octobre 1449, il se distingue au siège de Rouen. En 1450, il prend part au siège de Caen qui entraîne la perte de la Normandie par les Anglais.
Au total, il passe quarante ans de sa vie à combattre les Français sur la terre de France. Pour ses contemporains, il passe pour un des meilleurs spécialistes du combat et un fin théoricien de la tactique militaire.

## Fin de carrière et mort
Il rentre en Angleterre en 1439 et continue de prendre part aux affaires publiques. Il vit la plupart du temps à Londres, dans une maison de Southwark qu'il doit quitter un moment en 1450 pendant la révolte de Jack Cade. Il finit par prendre sa retraite et de se fixer au château de Caister, aujourd'hui à West Caister dans le Norfolk, dont il avait ordonné la construction à partir de 1433, à la place d'un manoir hérité de sa mère. Il mène une vie de grand seigneur raffiné et cultivé en compagnie de son gendre Stephen Scrope et de son secrétaire William Worcester. Il laisse un riche mobilier de joyaux, argenterie, tapisseries, et une belle collection de livres français. Il meurt le 5 novembre 1459. Il est enterré au côté de sa femme Millicent, dans une aile construite à cet effet, à l'abbaye Saint-Benet (en) dans le Norfolk.

## Dans la culture
William Shakespeare s'est partiellement inspiré de l'homme pour créer son personnage sir John Falstaff, apparaissant dans deux de ses drames historiques : Henry IV (Henry IV (première partie) et Henry IV (deuxième partie)), ainsi que dans sa comédie Les Joyeuses Commères de Windsor. Dans Falstaff, film d'Orson Welles sorti en 1965, le réalisateur incarne le personnage éponyme. Dans le film Le Roi (2019), réalisé par David Michôd, le personnage de John Falstaff est interprété par l'acteur australien Joel Edgerton.
Dans Age of Empires II: The Age of Kings, Sir John Fastolf apparaît brièvement en tant que héros ennemi dans la campagne de France avec Jeanne d'Arc. Contrairement à la réalité historique ; il meurt lors d'un assaut contre les places fortes des Francs que le joueur doit bâtir sur la rive droite de la Loire. Sa mort déclenche le dialogue : « Je meurs pour l'Angleterre ».